# Festivalul fanfarelor
Festivalul fanfarelor este un festival anual de muzică de fanfară, ce se desfășoară în județul Vaslui.
Prima ediție a festivalului a avut loc în anul 1983.
 Acest articol despre o localitate din județul Vaslui este deocamdată un ciot. Puteți ajuta Wikipedia prin completarea lui.